# Vivien
Vivien is een spookdorp in de regio Goldfields-Esperance in West-Australië.

## Geschiedenis
Van 1902 tot 1911 produceerde de 'Vivien Gold Mining Company' 76.000 ounces goud in de 'Vivien Gold Mine'.
In 1903 ontstond in de nabijheid van de goudmijn het dorpje Harris. Nadat het 'Progress Committee of Harris or Vivien' de overheid twee jaar later vroeg om Harris uit te breiden werden bijkomende kavels opgemeten en toegevoegd. Het nieuwe dorpsdeel werd door de plaatselijke bevolking Vivien genoemd.
In 1906 werd het volledige dorp officieel gesticht en Vivien genoemd, vermoedelijk naar May Vivienne. Vivienne publiceerde in 1902 een boek over haar reizen in de West-Australische goudvelden.
Van 1997 tot 1998 werd in de Vivien-goudmijn in dagbouw goud gedolven.

## 21e eeuw
Vivien maakt deel uit van het lokale bestuursgebied (LGA) Shire of Leonora waarvan Leonora de hoofdplaats is. De Vivien-goudmijn is sinds 2014 in handen van 'Ramelius Resources'. Er wordt terug ondergronds naar goud gedolven.

## Ligging
Vivien ligt 849 kilometer ten noordoosten van de West-Australische hoofdstad Perth, 186 kilometer ten zuiden van Wiluna en 150 kilometer ten noordnoordwesten van het aan de Goldfields Highway gelegen Leonora.

## Klimaat
De streek kent een warm woestijnklimaat, BWh volgens de klimaatclassificatie van Köppen.